# Helltaker
Helltaker è un videogioco indie freeware del genere d'avventura-rompicapo con alcuni elementi di un simulatore di appuntamenti e, in una parte, di shoot 'em up, sviluppato dallo sviluppatore di videogiochi indipendente polacco vanripper (vero nome, Łukasz Piskorz) e uscito l'11 maggio 2020 per Microsoft Windows, macOS, Linux e SteamOS. Viene descritto come "un breve gioco su ragazze demone vestite in modo elegante".

## Trama
Il demone Belzebù, la Grande Mosca, narra al giocatore dell'avventura di un uomo (soprannominato Helltaker, ossia "Conquistatore dell'Inferno") che un giorno si svegliò con un sogno: creare un harem pieno di ragazze demone. Nella semplicità della decisione, Helltaker si veste bene e parte deciso all'Inferno nel tentare l'impresa di conquistare le ragazze demone che incontrerà lungo la strada, pur sapendo che realizzare tale sogno potrebbe costargli la vita.
L'Inferno si presenta come la classica immagine stereotipata di un luogo composto da caverne, catacombe e bracieri, disseminato di massi, trappole a spuntoni (fisse o sensibili ai movimenti del personaggio), blocchi apribili per mezzo di chiavi disseminate in giro e con soldati scheletro di guardia, ma che presenta una struttura simile a una società burocratica come un'azienda o un ufficio legale. Le ragazze demone del posto sono perlopiù identificabili come donne d'ufficio, formali o in abbigliamento semi-casual, carine, con i capelli bianchi, pelle rosata e pallida, occhi rossi, code puntute nere, corna nere (bianche per i demoni più anziani) e con abiti e accessori nella combinazioni di colori nero, rosso e bianco.
Helltaker incontra 8 ragazze lungo la via:
- Pandemonica, il Demone Stanco del servizio clienti, alla quale promette di tenerla su dallo stress da lavoro con una tazza di caffè a fine avventura.
- Modeo, il Demone Lussurioso, che già punta a un'intesa sessuale verso il protagonista e lo segue per vederlo in azione in un harem di ragazze demone malvagie e perverse.
- Cerbero, il Triplo Demone, tre ragazze unite in una sola anima, che si aggregano al gruppo facilmente visto che vogliono visitare (e corrompere) il mondo umano.
- Malina, il Demone Acido, una ragazza scontrosa che però ama i videogiochi di genere strategico a turni, lo segue vedendo in lui un compagno di videogiochi.
- Zdrada, il Demone Cagna, sorella di Malina con cui litiga sempre, si unisce all'harem per capriccio.
- Azazel, l'Angelo Curioso, un angelo scesa all'Inferno da sola per studiare i demoni e il peccato. Si unisce a Helltaker, credendo erroneamente che anche lui sia lì per studiare i demoni.
- Giustizia, il Demone Eccezionale, ragazza rilassata (e, ironicamente, cieca) che si unisce per ammirazione verso il protagonista che è riuscito a raggiungerla, ammirando inoltre il suo sogno.
- Lucifero, la Direttrice dell'Inferno, governa l'intero Inferno ed è pronta a prendere l'anima di Helltaker, ma lui la convince a unirsi al suo harem promettendole pancake al cioccolato, i suoi dolci preferiti.

Finalmente pensando di essere riuscito nell'impresa, Helltaker avanza verso l'uscita dell'Inferno, quando viene colpito quasi fatalmente da delle catene. Si scoprirà che è stato colpito da Giudizio, l'Alto Procuratore, una ragazza demone particolarmente zelante nel suo lavoro di punire i peccatori, decisa a far scontare all'uomo i suoi peccati di superbia, avarizia, lussuria e disperazione, rappresentati dalle catene che lei materializza mentre Helltaker tenta di sopravvivere alla sua Macchina del Peccato. Giudizio non dà tregua al protagonista durante la lotta alla sopravvivenza, ignorando persino gli ordini di Lucifero di mettersi da parte, ma egli riuscirà a fare colpo su di lei con lusinghe e apprezzamenti sul suo aspetto. Dopo un'ultima sfida particolarmente difficile, Giudizio ammette che francamente non vuole punirlo, ma deve essere ligia al dovere; tuttavia, pensa di poter rimandare tra qualche anno la punizione dell'uomo a patto che non torni più all'Inferno a dare fastidio. Helltaker la stupisce preferendo che lei si unisca al suo harem, indipendentemente dalla possibilità che colei lo faccia soffrire in eterno una volta defunto, e lei deciderà di seguirlo.
E così Helltaker arriva alla fine suo viaggio, riuscendo a rimorchiare le ragazze demone desiderate, anche se sembra che non tutte abbiano un interesse romantico nei suoi confronti, si rivelano perlopiù delle coinquiline scroccone, capricciose, turbolente, sanguinarie e perverse, di cui prevede una vita breve e intensa di sofferenze e problemi vari, ma prenderà tutto ciò con filosofia e decide che va bene così e si accontenta della situazione attuale, purché possibilmente si dedichi in qualche momento divertente assieme ad esse. L'epilogo vede una mattinata tipo di Helltaker e le ragazze, dopo un paio di settimane che si è formato l'harem, distribuendo i suoi pancake fatti in casa e risolvendo eventuali problemi come accogliere la polizia locale a cui vengono segnalate proteste dei disordini combinati dalle ragazze. Belzebù conclude così il racconto, che seppure ammette sia sciocco e veda in azione gente orribile, spera abbia strappato qualche risata al giocatore e lo ringrazia per avergli tenuto compagnia.
Finale segreto
In alcuni livelli, sono sparse tre tavolette di pietra con incise antiche iscrizioni runiche, nascoste dietro a dei massi. Se Helltaker le raccoglie, una volta nell'epilogo del gioco a casa del personaggio e seguendone le istruzioni visibili dal menù di pausa, Helltaker dovrà muoversi sopra il pentacolo del tappeto della sala nella giusta sequenza per aprire un portale magico nell'aria. Dietro a esso vi è Belzebù, che lusinga Helltaker come Re dell'Inferno, si autoproclama sua servitrice e lo invita ad attraversare il portale per prendere legittimamente il suo posto nel dominio dietro il portale. Lucifero però interviene, avvertendo Helltaker che in realtà il portale è unidirezionale e porta a una prigione scura e vuota chiamata Abisso, in cui Belzebù è stata esiliata da tempo laggiù, e lei cerca di attirarlo dentro per imprigionarlo assieme a lei.
Sta poi al giocatore decidere se passare attraverso il portale oppure concludere il gioco con il finale principale. Se Helltaker decide di attraversare il portale, rimarrà intrappolato senza tempo e senza morte con Belzebù, che rimarrà stupita della sua scelta di auto-recludersi con lei. Assumendo una forma da ragazza demone per metterlo a suo agio, lo invita a passare l'eternità nel suo castello di tenebra, mentre Helltaker gli offre un vassoio di pancake che si è portato appresso, rendendola felice.
Il finale vede Beelzebub rivolgersi al lettore, ammettendo di non aver resistito alla tentazione di auto-inserirsi nella storia e lasciando volutamente molti dubbi circa quali eventi siano accaduti realmente o se il giocatore sia Helltaker.

### Examtaker
In onore del primo anniversario del gioco, vanripper crea un secondo e breve capitolo, ma con puzzle di gran lunga più difficili. La storia si ambienta qualche anno dopo il gioco principale (presumibilmente dopo il finale segreto).
Protagonista dell'avventura è un ibrido tra un umano e un demone noto come "Soggetto 67". Ad averlo creato è Loremaster, il Demone della Scienza, che lo sottopone a ben 10 difficili e, a dir poco, sadiche prove nelle stanze del suo laboratorio, aventi a che fare con laser che il drone deve disattivare calciando i generatori presenti nella stanza.
Proseguendo tra le stanze, si scopre che Loremaster è nientepopodimeno che l'angelo Azazel che, avendo passato troppo tempo con i demoni, è finita con il diventare un "angelo caduto" (ossia bandita dal Paradiso e trasformata in un demone) e, grazie alle sue numerose ricerche che ha accumulato, ha soverchiato  Lucifero (ora sua cameriera, fato che hanno seguito, a quanto pare, tutte le altre demoni) ed è diventata la nuova regina dell'inferno, intenzionata ora a migliorare il suo regno con i suoi ibridi, sperando in una loro assoluzione grazie alle sue ricerche.
Soggetto 67, non intenzionato a stare al suo gioco, si fa strada fra le stanze e sconfigge il suo robot gigante, il boss finale di questo capitolo. Per calmarlo, Loremaster gli fa la promessa di una torta di mele, che tutto lo staff si gode a fine gioco. Durante la festa, Lucifero sussurra a 67 che ha intenzione di sfruttare la sua forza per riprendersi il trono (oltre che passare del tempo con lui in quanto gli ricorda Helltaker).

## Modalità di gioco

Screenshot dal videogioco che mostra il sesto puzzle.

Il giocatore procede in una serie di fasi puzzle con l'obiettivo finale di raggiungere una ragazza demone a ogni fine fase, rispondere adeguatamente alla sua domanda e incorporarla nell'harem di demoni del giocatore. Ogni fase del puzzle prevede lo spingere a calci i massi ed eliminare i soldati scheletro attorno a una griglia vista dall'alto verso in basso bidimensionale, simile al gioco Sokoban, pur mantenendo un limite di movimento prestabilito, ma che implica evitare o passare su trappole a spuntoni (alcune in movimento) e raccogliere oggetti come chiavi e tavolette di antiche iscrizioni. Ogni danno che subisce Helltaker si traduce nella perdita di forza di volontà, rappresentata come passi o calci di movimento. Se Helltaker conclude i passi e quindi la forza di volontà prima di aver raggiunto l'obiettivo, muore colpito da una colonna di luce che lo disintegrerà e lo riporterà all'inizio di quella fase.
Dopo aver raggiunto l'obiettivo, la ragazza demone per quella particolare fase farà una domanda in cui il giocatore deve dedurre la risposta corretta in base alla sua personalità, e una risposta errata comporterà un brutto finale come la morte (datagli dalle stesse ragazze demone), per poi riportare il giocatore all'inizio della fase di gioco.
L'ultima fase mostra una boss fight (con il demone Giudizio), composta a sua volta di 4 sottofasi, includendo meccaniche di gioco che ricordano gli sparatutto, che prevede che il giocatore si muova costantemente su nastro trasportatore per evitare di finire tra gli spuntoni posti in alto e in basso, e al contempo evitare gli attacchi di Giudizio sotto forma di catene sullo schermo, cercando di prevederne la loro posizione con immagini fantasma un istante prima che appaiano veramente e possano danneggiare il giocatore. Per vincere la fase, Helltaker, oltre a muoversi costantemente per evitare gli attacchi dall'inizio alla fine, dovrebbe eliminare le gigantesche catene del peccato che appaiono al termine di ciascuna fase bloccando il nastro trasportatore.
In Examtaker, sono assenti le scene di dialogo. Per il resto, la meccanica puzzle del gioco si mantiene, avanzando in stanze attraversate da raggi laser bianchi continui e calciando blocchi metallici per proteggersi da essi e proseguire. In alcune prove i laser sono disposti a griglia e costantemente si attivano e disattivano, per cui il giocatore deve alternare i passi con cautela, visto che come il capitolo precedente sono limitati di numero. Finire i passi prima di aver completato la prova o venendo colpito dai laser uccideranno il Soggetto 67. Non sono presenti esseri da calciare come i soldati scheletro del capitolo precedente. Il boss di gioco, un soldato scheletro robotico gigante, attacca il giocatore battendo i pugni sul terreno di fronte a sé, creando file di spuntoni in movimento da evitare, intervallati da colpi di cannoni laser che piovono dall'alto e un potente raggio laser gigante emesso dalla bocca del boss.

## Personaggi
- Helltaker (ossia "Conquistatore dell'Inferno"): Protagonista del gioco, è un uomo alto e muscoloso dai capelli neri che indossa segli occhiali da sole, una camicia rossa e un completo bianco in poliestere con un fiore rosso nel bavero, similmente all'abbigliamento in stile anni '70 indossato da John Travolta nel ruolo di Tony Manero nel film La febbre del sabato sera e da Larry Laffer dalla serie di videogiochi Leisure Suit Larry. Quando è in casa si toglie la giacca, arrotola le maniche e indossa un grembiule nero con la scritta bianca 'SATAN'. Ha avuto un sogno che lo porta alla decisione di crearsi un harem di ragazze demone a rischio della sua stessa vita. Nel finale principale è implicato che non sembra avere un rapporto romantico con nessuna delle ragazze conquistate, eccetto forse per Modeo, e pazientemente si occupa di loro dopo averle accolte in casa per la vita. È implicito che possa provare qualcosa anche verso Belzebù, dal momento che decide di stare con lei nell'eternità dell'Abisso nel finale segreto. Dal momento che ama le ragazze demone, sopporta i loro insulti e patisce le sofferenze che gli arrecano, sembra che possa avere un lato masochista. Ama i videogiochi del genere strategico a turni ed è molto bravo nel preparare i pancake al cioccolato.

- Belzebù, La Grande Mosca (Beelzebub, the Great Fly): il primo personaggio conosciuto dal giocatore. Appare in due forme: una principale in cui si presenta come un enorme demone simile a una mosca antropomorfa rossa con una criniera bianca e le zampe nere e rosse, gli artigli e le ali da insetto grigi; e una forma da ragazza demone, che rivelerà nel finale segreto, capelli corti bianchi arruffati o ricci, e corna bianche con pezzetti di chitina tra di essi; in questa forma indossa un completo cremisi, composto da un blazer, guanti, gilet, cintura e pantaloni. La camicia e la fodera interna del blazer sono neri, e indossa bigiotteria a forma di mosche bianche (orecchini, spilla, braccialetti, bottoni). Presenta anche dei comportamenti da mosca, come quando usando un fazzoletto per asciugarsi il sudore è simile al comportamento reale delle mosche di come si puliscono. È la narratrice del gioco, lo fa per tenersi in compagnia del giocatore. Nel finale segreto, invita Helltaker nell'Abisso in cui venne esiliata per la sua pericolosità e in cui costruì un castello usando l'essenza stessa dell'oscurità di cui è composta la dimensione. È conosciuta con molti titoli (perlopiù autoproclamati) come la Sovrana della Pestilenza, il Guardiano del Decadimento, la Regina Scarlatta, la Signora delle Mosche e l'Esiliata. Il personaggio è basato sul vero Belzebù, soprannominato appunto il Signore delle Mosche.

- Pandemonica, il Demone Stanco (the Tired Demon): Una ragazza demone rappresentante del servizio clienti infernale. Ha i capelli ricci legati a una coda, indossa un paio di occhiali da vista e un completo da ufficio composto da giacca e gonna neri, correlati con guanti neri, badge e camicia rossa. Inizialmente, appare come un personaggio calmo e composto, dall'aria professionale ed educata, ma anche stressato dal lavoro. Segue Helltaker perché le possa servire del caffè, bevanda che le piace assumere per riprendersi. Nell'epilogo, si scopre che il caffè la ristora riportandola alla sua natura originaria, quella di Demone Sadico (the Sadistic Demon), identificabile da un sorriso malvagio e le pupille ridotte, godendo nel rompere occasionalmente le dita a Helltaker se regolarmente questi non le prepara la bevanda per rilassarsi. Se nel primo dialogo con lei Helltaker mostra troppa sicurezza nell'illudersi di lasciare l'Inferno con lei appresso senza offrirle il caffè, lei gli spezzerà il collo. Il suo nome è un portmanteau tra la parola pandemonio (parola greca che significa "tutti i demoni", coniata dal poeta inglese John Milton per identificare il palazzo di Satana nel libro Paradiso perduto) e il nome Monica.

- Modeo, il Demone Lussurioso (Modeus, the Lustful Demon): Una ragazza demone dai capelli ondulati, chiazzati da cuoricini rossi, occhi rossi con pupille bianche a forma di cuore e un corpo voluttuoso, indossa un completo da ufficio composto da una giacca e una minigonna neri e sotto un maglione e dei collant rossi. È un demone dipendente dal sesso, al punto da invitare Helltaker in un rapporto sessuale. Se Helltaker accetta prontamente, lei, per prevenire che possa fuggirgli via in caso di rinuncia, gli spezzerà le gambe con un martello gigante, portandolo a un game over. Seguirà il protagonista perché impaziente di entrare sessualmente in azione in un harem di demoni (oltre che vederne l'inevitabile massacro). Nell'epilogo legge un romanzo commedia rosa, dimostrandosi ingenua e sorpresa riguardo al concetto di romanticismo, trovandolo inusuale e perverso; sembra comunque che nel finale si avvicina molto di più a Helltaker come partner rispetto alle altre ragazze. Il personaggio è basato su Asmodeo, che nei testi come il Malleus Maleficarum o il Dizionario infernale viene considerato un potente demone legato al peccato della lussuria.

- Cerbero, il Triplo Demone (Cerberus, the Triple Demon): Tre gemelle demoni, che condividono un'unica anima. L'aspetto del trio è quello di tre ragazze identiche tra loro, con capelli lunghi con le punte finali legate, con pantaloni, gilet e guanti neri, e camicia rossa, e al posto delle corna presentano orecchie canine bianche. Presentano un lato gioioso, innocuo ed eccitabile, seppure nascondono una facciata oscura dovuta alla voglia di corrompere e infastidire il genere umano. Hanno bisogno di un essere umano per varcare la porta dell'Inferno, e se Helltaker non le accetta prontamente lo assalteranno con l'intenzione di sbranarlo, ma Helltaker non muore venendo sbranato, ma perché gli viene un attacco di cuore alla carineria della scena. Presentano un olfatto sviluppatissimo, che usano per percepire gli altri demoni. Nell'epilogo attirano le attenzioni della polizia a causa di un problema che hanno causato ai vicini. I personaggi sono ispirati all'omonimo guardiano dell'aldilà della mitologia greca, Cerbero.

- Malina, il Demone Acido (Malina, the Sour Demon): Una ragazza demone sempre di malumore e scontrosa. Ha i capelli corti, indossa una camicia rossa con le maniche arrotolate ai gomiti, e gilet, gonna e collant neri. Come rivelato negli sketch a fumetti su Twitter da vanripper, ha il compito di tenere in ordine l'Inferno con compiti umili, tipo spazzare il pavimento. Ci sono poche cose che la rilassano, tra cui i videogiochi, in particolare strategici a turni, e bere vodka Screwdriver. È sorella di Zdrada, con cui non ci va d'accordo e ci litiga spesso perché quest'ultima la stuzzica e la prende in giro definendola nerd, rivelando che lei si eccita quando gioca ai giochi e beve alcool. Si unirà a Helltaker solo se questi gli offre una vita di videogiochi insieme, altrimenti gli taglierà la gola se questi mostra un carattere più masochista ai suoi insulti, il genere di persona che lei detesta. Il suo nome deriva dalla parola in lingua polacca che significa "lampone"[9].

- Zdrada, il Demone Cagna (Zdrada, the Bitch Demon): Una ragazza demone nota per il comportamento vizioso, menefreghista e incurante verso gli altri che non sia sé stessa. Ha i capelli corti con un taglio in stile punk, stile che si conforma in tutto il suo aspetto, come l'eye liner pesante, gli orecchini, i bracciali, i piercing sul labbro e sulla lingua, il collare e il crocifisso, e un abbigliamento casual con camicia rossa a maniche corte e pantaloni neri. È una gran fumatrice, vizio non condiviso da Helltaker. Adora gli eccessi e le perversioni, e provocare e fregarsene degli altri, soprattutto nei confronti di sua sorella Malina, che chiama "Malinka" e la sbeffeggia riguardo alla passione dei suoi videogiochi e svela i suoi segreti. Ritiene i videogiochi così noiosi che, se Helltaker ne fa cenno, non ci pensa due volte ad accoltellarlo. Litiga così spesso con la sorella da portare all'esasperazione a entrambe e a Helltaker, tanto che Malina, quando gli chiede di uccidere o lei o sua sorella, egli ha due opzioni: suicidarsi oppure ucciderle entrambe (cosa che gli viene impedita su consiglio di Pandemonica). Si unisce al gruppo per puro capriccio senza ascoltare l'opinione dell'uomo. Il suo nome deriva dalla parola in lingua polacca che può significare "tradimento", "adulterio".

- Azazel, l'Angelo Curioso (Azazel, the Curious Angel): Un angelo femminile che si è introdotta all'Inferno per fare una ricerca sui demoni. Ha i capelli neri e corti con un fiocco bianco su un lato e un'aureola luminosa sopra la testa, occhi azzurri, e indossa un'uniforme vagamente di taglio militaristico, composto da pantaloni, camicia a maniche corte e guanti bianchi con decorazioni foderate e bordate in giallo. Si è volutamente infiltrata nel posto per poter studiare di prima mano i demoni e la loro vita peccaminosa, incuriosita dalle loro abitudini e prendendo appunti. Segue Helltaker perché lo crede anche lui uno studioso di demoni, inconsapevole di entrare a far parte di un harem. Nell'epilogo, dopo un paio di settimane, rimane scioccata da quanto ha visto e fatto nella vita caotica di Helltaker e del suo harem, ma è determinata a proseguire con i suoi studi personali. Se Helltaker al loro primo dialogo accenna che cerca angeli, lei lo condurrà al Paradiso, chiudendogli però di fatto la possibilità di proseguire nel suo sogno di incontrare ragazze demone. Il personaggio è basato su Azazel, un Angelo corrotto.
  - Loremaster, il Demone della Scienza (Loremaster, the Science Demon): Tempo dopo la conclusione del gioco, la convivenza con i demoni porterà Azazel a diventare un angelo caduto, ossia bandito dal Paradiso e diventa un demone come le altre. In questa nuova forma, i capelli le sono diventati lunghi e bianchi (legati in una lunga coda di cavallo), due corna nere (che ha tinto di bianco per apparire più anziana) le sono cresciute sulla fronte, ha la coda nera da diavolo e ha perso l'aureola (ma a quanto pare non è sparita, semplicemente non le fluttua più sulla testa), gli occhi da azzurri sono divenuti rossi e, per quanto non sia così cambiata di carattere, è divenuta più sadica. Di abbigliamento, sfoggia ora un camice da laboratorio bianco sopra un completo nero con la camicia rossa sotto il gilet, stivali neri e un paio di occhiali protettivi dalle lenti rosse; dalle maniche arrotolate del camice fanno sfoggio a due braccia robotiche. È l'antagonista principale della modalità Examtaker, in cui ha soverchiato Lucifero (ora sua cameriera) ed è ora la neo regina dell'inferno: da quanto dice, pare avesse da sempre intenzione di farlo e che la sua infantile curiosità è stata la copertura perfetta, tanto che le demoni si accorsero troppo tardi dei suoi piani (anche perché i suoi studi sul peccato erano veri). Inoltre ha messo su un laboratorio in cui sfruttare sia la tecnologia infernale che quella paradisiaca, creando degli ibridi tra gli uomini e i soldati scheletro, sottoponendoli quindi ad ardui test per provare la loro tenacia e forza, contenendo però un tocco sadico (stile GLaDOS). Nei dialoghi di gioco, Loremaster ammette di non aver mai accettato il fatto di non essere più un angelo, per quanto il suo comportamento (eccitarsi davanti a scene suggestive) tradisca tale suo ragionamento. È molto golosa di torte di mele, preparate da Giustizia, e cerca di rabbonire il Soggetto 67 dall'eliminarla offrendogli questi dolci. Afferma di essere affezionata alla sua miglior servitrice, Lucifero, nonostante questi tenti di eliminarla periodicamente.

- Giustizia, il Demone Eccezionale (Justice, the Awesome Demon): Una ragazza demone che una volta fu Alto Procuratore prima che subentrasse Giudizio. Indossa sempre gli occhiali scuri, ha i capelli legati in una coda di cavallo da una bandana rossa, camicia rossa a maniche corte, guanti senza dita rossi regalati da Lucifero, e pantaloni, cravatta e giacca neri, quest'ultima non indossata, ma semplicemente poggiata sulle sue spalle. A differenza di tutte le altre ragazze demone, non ha intenzioni bellicose nei confronti di Helltaker, tanto che non esiste un game over a seconda della risposta che le si dà al suo primo dialogo. Ha una personalità burlona e rilassata, scherza sempre con gli altri e trova fantastica qualunque cosa la colpisca positivamente. Fu lei che combatté secoli prima Belzebù esiliandola nell'Abisso, ai tempi in cui era Alto Procuratore. Nell'epilogo si scoprirà che indossa gli occhiali perché lei è cieca, ma scommette con le altre ragazze che il motivo per cui Helltaker tiene gli occhiali scuri è perché è convinta che abbia la vista laser. Il suo nome, il suo incarico precedente e il fatto che sia cieca sembra siano ispirate alla personificazione della Giustizia, o a una delle carte degli arcani maggiori dei tarocchi, La Giustizia.
  - Giustizia, il Demone delle Torte di Mele (Justice, the Apple Pie Demon): In Examtaker, è diventata la capo cuoco addetta alle torte di mele di Loremaster, ricetta che le riesce molto bene e che è molto apprezzata dal Demone della Scienza, da Lucifero e dal Soggetto 67. In questa versione i suoi capelli sono sciolti e mantenuti a media lunghezza, e indossa un completo nero da cameriera, correlato da un cravattino rosso al collo, muffole rosse e un grembiule bianco. Non porta più gli occhiali.

- Lucifero, la Direttrice dell'Inferno (Lucifer, the CEO of Hell): La regina dell'Inferno, è una ragazza demone dai modi raffinati e eleganti. Ha i capelli bianco argentei lunghi e sciolti, tenuti da un cerchietto che le fa da diadema nero. Indossa un completo da ufficio elegante di colore nero, composto da giacca e pantaloni con camicia rossa e guanti bianchi. Ha le corna bianche e frastagliate (che indicano il suo status di vecchiaia nonostante l'apparenza giovanile). Infine indossa una spilla che mostra una versione modificata del simbolo di Lucifero. Possiede spaventosi poteri, che mostra durante i dialoghi con Helltaker quando questi sbaglia a risponderle, trasformando il suo sangue in aceto oppure sciogliendolo con un bacio. Nonostante la natura calma, è decisa a possedere l'uomo e la sua anima; deciderà di unirsi a lui quando seppe che gli poteva offrire una vita in cui lui cucinasse per lei pancake al cioccolato, i suoi dolci preferiti. Non tutti i demoni le portano il rispetto dovuto alla sua autorità per un motivo o l'altro. Nell'epilogo tuttavia si integrerà bene nella vita quotidiana di Helltaker, con un aspetto meno formale, gli stessi abiti ma senza giacca, diadema e guanti, standosene con le maniche arrotolate e con lo stesso grembiule di Helltaker e i capelli raccolti, preparando e gustando con lui i pancake, ma crede fermamente che la sua anima gli appartenga. Nel finale segreto, sarà lei a raccontare le vicende passate di Belzebù e a rivelare il suo inganno. Il personaggio è basato su Lucifero, l'angelo caduto.
  - Lucifero, il Demone Cameriera (Lucifer, the Maid Demon): In Examtaker, Azazel è diventata un demone e ha soverchiato Lucifero, diventando la nuova regina dell'Inferno e degradando la sua precettrice a cameriera personale. Come abbigliamento, ora Lucifero indossa un completo elegante da cameriera composto da giacca, gilet e minigonna neri con bordi rossi, cravattino rosso, un paio di guanti interi rossi e neri, calze lunghe e stivali neri. I suoi capelli sono raccolti in una crocchia rossa, con un cerchietto nero e liscio e adornato da dei fiori rossi. Si dimostra remissiva, ma come Loremaster spiega, lei tenta due volte a settimana di ucciderla e, qualche volta, riesce anche a stuzzicarla. Verso la fine, Soggetto 67 rivela che "prenderà a Loremaster tutto ciò a cui tiene" a partire da Lucifero, ma Loremaster si rifiuta; tuttavia, quando 67 batte il suo robot, decide di farsi perdonare offrendogli i servigi di Lucifero, che pianifica con 67 un piano per riprendersi il trono, rivelando inoltre che si è invaghita di lui poiché gli ricorda Helltaker.

- Iudicium, l'Alto Procuratore (Judgement, the High Prosecutor): Una ragazza demone completamente diversa dalle altre, per aspetto e carattere. Presenta la pelle grigia invece che pallida rosata come il resto dei personaggi, corna nere e segmentate, una coda di capelli bianchi alta e arruffata e occhi bianchi e come sfavillanti. Il suo abbigliamento è il più rivelatorio, nei colori del nero e del grigio: la camicia è molto corta lasciandole scoperto il ventre, il reggiseno non si chiude nel mezzo reggendo e coprendo i seni in una certa misura, non indossa pantaloni optando solo per la biancheria intima nera, e ha stivali alti alla coscia. Vi sono altre aggiunte che la rendono anche intimidatoria, come cinture alle cosce e alla cintola, catena su un fianco con il simbolo del pentacolo, parti metalliche in armatura agli stivali, un bracciale di stoffa su un braccio recante il numero romano XX e guanti lunghi fino all'avambraccio con artigli metallici muniti di tonfa. Iudicium succede a Giustizia nel ruolo di Alto Procuratore, di cui si mostra particolarmente zelante nel suo ruolo, decisa a punire Helltaker per i suoi peccati dal momento che questi mise piede al Inferno per portarsi via delle ragazze demone. Possiede un gigantesco macchinario, la Macchina del Peccato, che usa per punire i peccatori lanciando loro pericolose e mortali catene, simboli dei loro peccati incarnati. Non ascolta nemmeno gli ordini di Lucifero, tanto è presa nel suo compito; tuttavia, Helltaker riuscì in parte a rabbonirla facendole dei complimenti sul suo aspetto fisico, riuscendo persino a posticipare la sua fine e l'eterna dannazione e sofferenza tra qualche anno, e anche a unirsi al suo harem, seppure mantiene un comportamento perlopiù autoritario e acceso. Il personaggio è ispirato alla carta degli arcani maggiori dei tarocchi Il Giudizio.

- Polizia (Police): Nell'epilogo, appare la polizia, allertata probabilmente a causa di qualche guaio operato da Cerbero ai vicini e venuta a casa di Helltaker per fargli delle domande. Qui vengono mostrati un'investigatrice di colore con i dreadlocks legati, in completo da ufficio grigio, e una ragazza dai capelli corti rossi che indossa una tuta SWAT. Helltaker può non aprire a loro, altrimenti se lo farà il gioco si conclude, accogliendole in casa per rispondere alle loro domande e offrendo a loro i suoi pancake.

- Soldati scheletro: Nemici di sfondo presenti nel gioco, degli scheletri alti e muscolosi dalle fattezze demoniache, con corna ai lati dei teschi e parti ossee sui corpi neri. Il loro ruolo è quello di fare da ostacoli immobili contro Helltaker, che deve calciarli spostandoli e distruggendoli quando hanno le spalle al muro. Sono anche gli unici personaggi maschili mostrati nel gioco, oltre a Helltaker, il Soggetto 67 e il boss di Examtaker.
  - Robot gigante: Un robot gigante costruito da Loremaster, simile nell'aspetto ai soldati scheletro, visibile fino alla cintola, dal corpo blu, e dai pugni e dal teschio in osso giallastro. Sì tratta del boss unico e finale della modalità Examtaker. Attacca il Soggetto 67 battendo i pugni sul terreno di fronte a sé, creando file di spuntoni in movimento, intervallati da colpi di cannoni laser che piovono dall'alto e un potente raggio laser gigante emesso dalla sua bocca. Quando Soggetto 67 lo sconfigge, esplode riducendolo in rottame.

- Soggetto 67 (Subject 67) o LMSU667 (Loremaster Subject of the 6th branch - 67): Protagonista della modalità Examtaker, si tratta di un ibrido tra un demone e un umano, il 67° del 6º lotto del laboratorio di ricerca di Loremaster (che, con grande delusione, ha perso l'opportunità di poter avere il soggetto 6-66 come soggetto vittorioso). Ha l'aspetto di un mostro di Frankenstein demoniaco, con una grossa corporatura robusta, la pelle rossa segnata da punti di sutura e viti, un'enorme coda puntuta e nera, dei bulloni bianchi al collo e, sopra la mandibola carnosa e squadrata, presenta la testa cornuta di uno soldato scheletro, con un codice a barre e la sigla del suo nome in fronte. Come vestiario, all'inizio porta bende bianche alle mani e indossa pantaloni e scarpe bianche similmente a Helltaker, ma verso la fine indosserà un elegante uniforme da ufficio nero con cravattino nero, guanti bianchi e camicia rossa. Ha un carattere che verte alla rabbia, rabbia rivolta specialmente a Loremaster; l'unico modo per calmarlo, sono le torte di mele (pare che Loremaster abbia lei stessa implementato questa funzione in caso di ribellione). Il compito di Soggetto 67 non è di raccogliere ragazze demone come il protagonista precedente, ma di disattivare i generatori dei laser della stanza, facendosi strada fino al robot di Loremaster. Dopo averlo distrutto, Loremaster si congratula con 67 per aver superato il test, diventando così il primo essere perfetto, nonché la personificazione del "peccato della creazione". Calmato con la torta, 67 diventa parte dello staff di Loremaster, ma Lucifero gli propone di unire le forze per poter un giorno rovesciare Loremaster. Si potrebbe presumere che 67 possa essere Helltaker, ma così non sembra, in quanto la stessa Lucifero ammette che Helltaker è a casa sua.

## Colonna sonora

### Tracce
Musiche di Mittsies.
1. Vitality – 3:47
2. Apropos – 5:26
3. Epitomize – 4:20
4. Luminescent – 4:16
5. Alchemy – 5:00
6. Titanium – 3:06
7. Epitomize (VIP Edit) – 4:41
8. Vitality (VIP Edit) – 4:41
9. Epitomize (Sinner's VIP) – 4:54
10. Brimstone – 4:00

## Sviluppo
Łukasz Piskorz, noto su Twitter come "vanripper", ha sviluppato il gioco tutto da solo per un periodo di tempo stimato di un anno ed è stato anche il direttore artistico del gioco. Secondo Piskorz, Helltaker ricorda in qualche modo la serie di videogiochi Leisure Suit Larry, poiché entrambi i protagonisti di entrambi i videogiochi (Heltaker e Larry Laffer) hanno delle caratteristiche per cui si ricordano a vicenda.
Il gioco può essere giocato gratuitamente, e un artbook e la ricetta per i pancake che appaiono nel gioco sono venduti separatamente.
In occasione del primo anniversario del gioco, viene rilasciata una seconda modalità, Examtaker. A esso si aggiungeranno un secondo artbook, la ricetta della szarlotka (ovvero, la torta di mele polacca), e una figure Nendoroid su Lucifero.
Sebbene il videogioco sia ufficialmente disponibile solo in lingua inglese, Piskorz ha supportato le traduzioni fatte dalla comunità di Internet, spiegando come realizzarle e realizzandone lui stesso una in lingua polacca.

## Accoglienza
A partire dal 7 giugno 2020, il gioco ha 21.143 recensioni su Steam, con un punteggio complessivo di "estremamente positivo".